# The Butterfly Effect
The Butterfly Effect és una pel·lícula escrita i dirigida per l'Eric Bress en col·laboració amb el J.Mackye Gruber. Estrenada el 2004, la pel·lícula és protagonitzada per l'Ashton Kutcher, en el paper principal, i l'Amy Smart. El títol és una referència a l'anomenat efecte papallona, basat en el fet que qualsevol tipus de petita variació pot acabar generant un efecte considerablement gran.
La pel·lícula va produir dues seqüeles: The Butterfly Effect 2 (2006) i The Butterfly Effect 3: Revelations (2009), que van ser tretes directament per a DVD.
La trama gira entorn de l'Evan Treborn, un estudiant de psicologia que un dia descobreix que llegint els diaris que ell mateix va escriure d'adolescent, per recomanació del seu psiquiatre, pot tornar al passat i canviar les coses.

## Argument
L'Evan Treborn (l'Ashton Kutcher) pateix pèrdues curtes en la seva noció del temps des que era petit. Amb una infància marcada per esdeveniments desagradables que van quedar apuntats en un diari per recomanació d'un psiquiatre, en la seva etapa universitària l'Evan recupera aquests records i descobreix que ha trencat la vida de la gent que més estimava.
Enamorat de la seva amiga, la Kayleigh (l'Amy Smart), l'Evan decideix viatjar al seu passat en la seva ment d'adult per arreglar els seus errors i millorar el present de tots. Però l'efecte papallona té les seves conseqüències en el seu present, generalment desafortunades.

## Trames

### El passat
La pel·lícula comença mostrant a l'Evan Treborn (l'Ashton Kutcher) amagat sota un escriptori i escrivint una nota on explica que si algú està llegint aquesta nota, el seu pla no va funcionar.
El film es remunta llavors a tretze anys enrere, quan el petit Evan Treborn (el Logan Lerman) viu amb la seva mare, L'Andrea. Quan la seva mare el deixa a l'escola, la professora de l'Evan l'adverteix d'un colpidor dibuix que el nen ha fet, encara que ell no ho recorda. Preocupada per la memòria del seu fill, l'Andrea ho porta al metge perquè li facin un escàner cerebral, però el doctor inicialment no veu res greu. No obstant això, li recomana que el nen porti un diari en el qual escrigui la seva vida, ajudant-ho a recuperar les llacunes de la seva memòria. L'endemà al matí, l'Evan té una de les seves sobtades pèrdues de memòria, i està subjectant un ganivet en la cuina, sense saber per què ho va agafar. Més tard, l'Evan va a la casa del seu veí, on se suposa que va a jugar amb la Kayleigh (la Sarah Widdows) i en Tommy (el Cameron Bright). No obstant això, l'Evan sofreix una altra de les seves llacunes quan el pare dels nens, en George (l'Eric Stoltz), els diu que faran una pel·lícula. L'Evan recupera la consciència i s'adona que està en el soterrani nu al costat de la Kayleigh i sent observat pel George i un furiós Tommy mig amagat a les escales.
L'Andrea torna a veure al metge per rebre els resultats de les proves de l'Evan, les quals volien demostrar si aquest tenia la mateixa malaltia que el seu pare, el qual es troba ingressat a un hospital psiquiàtric, però, finalment, aquestes proves són negatives. El metge creu que les pèrdues de consciència i les llacunes són resultat de l'estrès produït per no tenir una figura paterna. Per solucionar això, l'Andrea porta a l'Evan a visitar al seu pare, en Jason. Mentre l'Evan parla amb el seu pare, perd de nou la consciència, i quan la recupera es troba tirat en el sòl, amb el seu pare intentant escanyar-lo.
La pel·lícula salta 6 anys cap endavant. L'Evan (el John Patrick Amedori), la Kayleigh (la Irene Gorovaia) i un altre amic, en Lenny Kagan (el Kevin G. Schmidt) estan asseguts en el soterrani dels Miller mentre en Tommy (el Jesse James) està buscant un cartutx de dinamita del seu pare. Ho troba i decideix posar-ho en la bústia d'una de les cases del veïnat. Quan està a punt d'explotar, l'Evan envolta les orelles de la Kayleigh amb les seves mans i llavors sofreix una nova llacuna. Recupera la consciència en el bosc, al costat de la Kayleigh i en Tommy, que estan sucumbits pel pànic, i d'en Lenny, que està en xoc. La mare de l'Evan li pregunta què ha passat, ja que han hagut d'ingressar al Lenny a l'hospital, però ell intenta explicar-li que no se'n recorda, ja que va tenir una de les seves pèrdues de consciència. L'Andrea decideix portar al seu fill a una sessió d'hipnosis perquè recuperi aquests records. L'Evan comença a recordar però convulsiona i comença a sagnar abans que arribi al moment de l'explosió. Un altre dia, mentre en Lenny segueix a l'hospital, en Tommy, la Kayleigh i l'Evan van al cinema a veure la pel·lícula Seven, però la Kayleigh es marxa perquè la pel·lícula és molt desagradable per a ella. L'Evan la segueix i intenta parlar del que va ocórrer amb la dinamita, però ella fugeix. Acaben besant-se just quan arriba en Tommy, que s'enfuria i troba una excusa per copejar salvatgement a un adolescent que estava al costat d'ell, mostrant signes de desordre de conducta. L'Evan li explica a la Kayleigh que es canviarà de casa i s'anirà amb la seva mare. En Lenny torna a casa, i la Kayleigh i l'Evan ho porten a fer una passejada pel bosc, on troben al Tommy a punt de calar-li foc al gos de l'Evan. L'Evan sofreix una altra pèrdua de consciència i es desperta ple de cops al costat de les restes carbonitzades del seu gos. L'endemà, l'Evan i la seva mare es marxen en el camió de mudances, des d'on l'Evan li mostra a la Kayleigh una nota que diu: "Tornaré per tu".

### El present
Set anys més tard, l'Evan està estudiant psicologia a la Universitat. Comparteix cambra amb un amic gòtic, el Thumper (l'Ethan el Suplee), i ha estat tenint una vida normal sense pèrdues de consciència, però també sense recuperar les llacunes de la seva memòria. Decideixen celebrar-ho, i l'Evan coneix a una noia a la qual porta a la seva habitació. Ella troba els vells diaris de l'Evan i li demana que li llegeixi alguna cosa. L'Evan comença a llegir el que va escriure després de la seva última pèrdua de consciència: en Tommy cremant al seu gos. Mentre llegeix, és transportat al moment en el qual va perdre la consciència, i observa com en Tommy cala foc al gos, després que al Lenny li hagi estat impossible evitar-ho. L'Evan va a veure al Lenny (l'Elden Henson), qui està encara reclòs a la seva habitació, muntant compulsivament maquetes d'avió. Després de la seva trobada, l'Evan corrobora que el que va veure va ser el que va passar en realitat.
L'Evan torna a la seva cambra, i llegeix en el seu diari el que va escriure sobre l'explosió. La lectura el transporta en el temps, i es troba fumant i protegint amb les seves mans a la Kayleigh. El seu cigarret cau i li crema la samarreta i la pell. Sembla que la dinamita ha fallat, però llavors arriba la propietària de la casa amb el seu bebè en braços i obre la bústia just quan es produeix l'explosió, matant-los a tots dos. Quan l'Evan es desperta, veu que el cigarret li va deixar una marca de cremada en l'estómac que abans no estava. Aquella nit, l'Evan i la seva mare surten a sopar, i li pregunta si el seu pare tenia manera de recordar després d'un temps, i la seva mare li respon que alguna cosa així li va comentar, i al moment de dir-li que també li va dir que podia canviar el passat, prefereix no dir-li res i queda callada.
L'Evan va a visitar a la Kayleigh (l'Amy Smart), per primera vegada des que se'n va anar, i la troba treballant de cambrera en un lúgubre bar. L'Evan li pregunta sobre la pel·lícula que es van veure obligats a fer per al seu pare, el record que encara no ha recuperat. Això obre en la Kayleigh velles ferides, i quan l'Evan arriba a la Universitat, rep una trucada d'en Tommy, dient-li que la seva germana s'ha suïcidat aquest mateix dia. L'Evan decideix anar al cementiri i, sense que ningú ho vegi, deixa caure sobre el fèretre on està el cos sense vida de la Kayleigh un ram de flors i la nota que havia escrit en mudar-se del poble: "Tornaré per tu".
Adonant-se que en entrar de nou en les seves llacunes pot canviar els fets i així canviar el present, l'Evan es transporta al dia de la pel·lícula amb la Kayleigh. Li diu al pare de la noia que ha d'estimar-la i no fer-li mal, ja que l'arruïnarà la vida, i que també ha de disciplinar al seu fill, que té problemes de conducta. L'Evan desperta en un present diferent: ell i la Kayleigh són una parella popular dins de la Universitat i pertanyen a una Germanor. Totes les seves amistats pertanyen al mateix ambient elitista i en Thumper no solament no és el seu amic sinó que el menysprea. Els records d'aquesta nova existència es creen automàticament en la seva memòria: la Kayleigh anant a visitar-ho a la seva nova casa, el festeig i la vida compartida. Per demostrar el seu amor a la Kayleigh, a la qual creu haver salvat d'una vida miserable, l'Evan organitza un sopar especial pels dos. La nit es gira quan el cotxe de l'Evan és destrossat pel Tommy, que acaba de sortir de presó. La Kayleigh li demana comprensió a l'Evan, ja que el seu pare va maltractar al Tommy de nen mentre que a ella mai li va fer res dolent. Tommy intenta atacar a l'Evan, qui aconsegueix reduir-ho, i tot i que ja no està en perill, segueix copejant-ho fins que el mata.
L'Evan va a la presó, i encara que al·lega defensa pròpia, decideix tornar al passat i arreglar els problemes que ha causat. Quan entra a la presó, uns prisoners li roben el seu diari. L'Evan aconsegueix ajuda del seu religiós company de cel·la, en Carlos, per recuperar-lo i, més tard, per poder escapar-se. L'Evan ofereix als presos que li han pres el diari sexe oral a canvi de recuperar-ho, i quan baixen la guàrdia els clava un ganivet a l'abdomen. En Carlos entra i conté als altres presos fora de la cel·la. Mentrestant, l'Evan cerca en un dels diaris el dia en el qual el seu gos va ser cremat i és transportat al moment en el qual està passejant amb la Kayleigh i amb en Lenny pel bosc.

### En Lenny a l'Hospital Psiquiàtric
Abans que arribin al lloc on en Tommy està a punt de cremar el seu gos, l'Evan troba un objecte afilat per alliberar al gos del sac en el qual està tancat. L'Evan li diu al Lenny que talli la corda. Quan en Tommy està a punt de calar foc al sac, l'Evan li diu que pot canviar. En Tommy deixa caure la torxa, però en Lenny l'apunyala per l'esquena amb l'objecte afilat que l'Evan li ha donat. L'Evan és transportat al present, de nou a l'habitació que comparteix amb en Thumper, però els llits estan en el lloc oposat. Sofreix un violent atac quan els nous records es creen en la seva memòria (en Lenny caient en la bogeria i sent reclòs per sempre en un hospital psiquiàtric), i és portat a l'hospital, on li fan noves proves, després de les quals un estupefacte doctor els explica a la seva mare i a ell que té al voltant de quaranta anys de records emmagatzemats en la memòria. L'Evan va a visitar al Lenny, el qual es troba lligat a un llit en una habitació de l'hospital psiquiàtric. En Lenny li pregunta a l'Evan si li va donar l'arma sabent que alguna cosa important anava a passar. L'Evan ho reconeix. En Lenny llavors li diu que és ell qui hauria d'estar en el seu lloc. De tornada al campus, l'Evan és transportat al moment en el qual va conèixer al seu pare, al que li diu que ha trobat la forma d'arreglar-ho tot. El seu pare li diu que això és impossible perquè sempre hi haurà alguna cosa que surti malament. L'Evan li contesta que podrà aconseguir-ho. Aquí és quan el pare s'enfuria i ho derroca intentant escanyar-ho. L'Evan es desperta però aquesta trobada no altera el seu present. Més tard va a buscar a la Kayleigh, qui és una drogoaddicta que viu de la prostitució. Li explica tot, però la noia no li creu. Llavors l'Evan li detalla coses sobre ella que només un nuvi podria saber. Ella li repta al fet que si vol que la seva vida sigui millor, impedeixi que en Lenny mati al seu germà, o millor que impedeixi les morts provocades per l'explosió.

### L'Evan amputat
L'Evan es transporta al moment en el qual la dinamita està a punt d'explotar. Corre cap a la bústia, dient a la dona que s'aparti. En Tommy tira a la dona al sòl per salvar-la, i la bústia esclata just davant de l'Evan.
L'Evan es desperta a la seva cambra però el seu company d'habitació, en comptes de ser en Thumper és en Lenny. L'Evan s'adona que, com a resultat de l'explosió, té els braços amputats a l'altura del colze i és paraplègic. Tot sembla perfecte excepte per a ell: en Tommy s'ha tornat molt religiós després de salvar a la dona i al seu bebè, i la Kayleigh està sortint amb en Lenny. Però l'Evan descobreix que la seva mare s'està morint de càncer de pulmó, ja que després de l'explosió va començar a fumar i se sent de nou culpable.

### L'Evan a l'Hospital Psiquiàtric
Encara descontent amb el present, l'Evan llegeix un dels seus diaris i es transporta al moment en el qual es prepara per anar a casa del seu veí. Troba un ganivet per destruir el cartutx de dinamita, però torna al present i res ha canviat. Ho intenta de nou, arribant al punt en el qual el pare d'en Tommy i de la Kayleigh els porta al soterrani per fer la pel·lícula. Els insta a despullar-se, ja que Robin Hood i Marian s'acaben de casar i han de fer “coses d'adults”. L'Evan li diu que va a pel seu cinturó i troba el cartutx de dinamita. L'encén per amenaçar a en George, qui li colpeja la mà i fa caure la dinamita al sòl. La Kayleigh la recull i el cartutx esclata.
En el present, l'Evan està a l'hospital psiquiàtric. Li demana al doctor els seus diaris per poder solucionar-ho tot. El metge li diu que els diaris mai han existit, que és alguna cosa que ha creat la seva ment, juntament amb els universos paral·lels, les classes a la universitat, els dies a la presó, etc., com a resposta a la culpabilitat d'haver matat a la Kayleigh. El metge li diu que és alguna cosa que el seu pare també creia poder fer amb un àlbum de fotos inexistent. Això revela a l'Evan una nova via de tornar al passat i entra d'amagat en el despatx del doctor per veure unes velles pel·lícules familiars que li havia demanat a la seva mare amb antelació. Arribem al principi de la pel·lícula: l'Evan escrivint en una nota en la qual diu que si algú pot llegir-la, és que el seu pla no va funcionar.
L'Evan projecta una pel·lícula en la qual se celebra el cinquè aniversari d'en Lenny, al moment en el qual la mare de l'Evan li presenta a la Kayleigh perquè es facin amics. Es transporta fins a la festa, i li diu a la Kayleigh a cau d'orella que l'odia i que si es torna a apropar a ell, la matarà a ella i a tota la seva família. La Kayleigh trenca a plorar i s'abraça a la seva mare. L'Evan s'acomiada d'ella en veu baixa.
Nous records són creats: en Tommy i la Kayleigh trien viure amb la seva mare quan es divorcien els seus pares (anteriorment la Kayleigh havia confessat a l'Evan que s'havia anat a viure amb el seu pare per estar a prop d'ell), en Tommy no desenvolupa trastorns de conducta, en Lenny viu una vida normal sense la mala influència d'en Tommy i la Kayleigh ha estat una nena feliç. Res traumàtic ha passat en les seves vides, i l'Evan sent que per fi ha tingut èxit. Amb l'ajuda d'en Lenny, que estudia amb ell a la universitat, crema tot el que li podria permetre tornar al passat i canviar-ho: els diaris, les fotografies i les pel·lícules.
Arribem al 2010, quan l'Evan es creua en un concorregut carrer amb la Kayleigh. Ella gira el cap per mirar a l'Evan, però quan ell fa la mateixa acció per creuar les mirades, ella es gira de nou i segueix el seu camí, per la qual cosa no s'arriben a conèixer mai.

## Repartiment
- L'Ashton Kutcher: l'Evan Treborn
- La Melora Walters: l'Andrea Treborn
- L'Amy Smart: la Kayleigh Miller
- L'Elden Henson: el Lenny Kagan
- El William Lee Scott: el Tommy Miller
- El John Patrick Amedori: l'Evan Treborn - 13
- La Irene Gorovaia: la Kayleigh Miller - 13
- El Kevin G. Schmidt: el Lenny Kagan - 13
- El Jesse James: el Tommy Miller - 13
- El Logan Lerman: l'Evan Treborn - 7
- La Sarah Widdows: la Kayleigh Miller - 7
- El Jake Kaese: el Lenny Kagan - 7
- La Cameron Bright: el Tommy Miller - 7
- L'Eric Stoltz: el George Miller
- El Kevin Durand: el Carlos
- El Callum Keith Rennie: el Jason Treborn
- La Lorena Gale: la senyora Boswell
- L'Ethan Suplee: el Thumper
- La Tara Wilson: la Heidi
- El Jesse Hutch: el Spencer
- El Dexter Paine: el psicòleg

## DVD
El DVD va sortir el 6 de juliol de 2004, editat per Infinifilm. Aquesta edició inclou el final alternatiu del director i altres extres: 
- Documental sobre la Teoria del Caos
- Documental sobre els viatges en el temps
- Comentaris sobre la pel·lícula dels directors, Eric Bress i J. Mackye Gruber
- Escenes eliminades i escenes alternatives
- El procés creatiu
- Efectes visuals
- Storyboard
- Trailer
- Galeria d'imatges

## Seqüeles
La pel·lícula es va estrenar en DVD el 10 d'octubre de 2006, i va ser dirigida per John R. Leonetti.
The Butterfly Effect 3: Revelations
Benderspink i FilmEngine produiran un tercer lliurament de l'Efecte Papallona juntament amb After Dark Films, que la distribuirà als Estats Units com a part del Festival de Terror " 8 pel·lícules per les quals morir". Amb guió de Holly Brix, se centra en un home jove que descobreix que ha heretat els poders de l'Efecte Papallona i intenta resoldre el misteri de la mort de la seva xicota de l'institut fent servir la seva habilitat acabada de descobrir, només per deixar anar sense voler a un sagnant assassí en sèrie.